# Saintpauliopsis
- Commons
- Wikispecies

Saintpauliopsis Staner, 1934, segundo o Sistema APG II, é um gênero botânico da família Acanthaceae, distribuido nas regiões tropicais da África.

## Espécies
- Saintpauliopsis lebrunii